# Sebechleby
Sebechleby – wieś (obec) na Słowacji położona w kraju bańskobystrzyckim, w powiecie Krupina. Pierwsze wzmianki o miejscowości pochodzą z roku 1135.
Według danych z dnia 31 grudnia 2012, wieś zamieszkiwało 1221 osób, w tym 623 kobiety i 598 mężczyzn.
W 2001 roku rozkład populacji względem narodowości i przynależności etnicznej wyglądał następująco:
- Słowacy – 97,59%
- Czesi – 0,33%
- Romowie – 1,66%

Ze względu na wyznawaną religię struktura mieszkańców kształtowała się w 2001 roku następująco:
- Katolicy rzymscy – 95,51%
- Grekokatolicy – 0,08%
- Ewangelicy – 1,75%
- Ateiści – 1,83%
- Nie podano – 0,67%